# Aşgabat
Aşgabat [aʃʁaˈbat], deutsch Aschgabat (turkmenisch von persisch عشق‌آباد Aschq Abad, DMG ʿAšq-Ābād, ‚Wohnsitz der Liebe‘), früher auch Aschchabad (bzw. Ashchabat) von russisch Ашхабад, ist die Hauptstadt Turkmenistans und mit etwa 1.030.000 Einwohnern (Stand 2022) auch die größte Stadt des Landes. Administrativ bildet sie einen eigenen Distrikt, den Aşgabat şäheri. Aşgabat liegt in einer Oase in der Wüste Karakum am Fuße des Gebirges Kopet-Dag nahe der Grenze zu Iran.
Die Stadt befindet sich in der Nähe der antiken Stadt Nisa und ist ein bedeutender Industriestandort (Maschinenbau, Elektrotechnik, Textil-, Lebensmittelindustrie). In Aşgabat befinden sich außerdem ein Kulturzentrum mit Universität, Hochschulen, Theater, Museen und ein Zoo. Aşgabat liegt am Karakumkanal und besitzt einen internationalen Flughafen.

## Klima
Aşgabat hat ein Kontinentalklima mit heißen, trockenen Sommern und kalten, feuchten Wintern.
|                       | Jan  | Feb  | Mär  | Apr  | Mai  | Jun  | Jul  | Aug  | Sep  | Okt  | Nov  | Dez |   |      |
| Mittl. Tagesmax. (°C) | 7,4  | 9,6  | 15,6 | 24,1 | 30,0 | 35,7 | 38,2 | 36,6 | 31,5 | 23,2 | 16,6 | 9,8 | ⌀ | 23,3 |
| Mittl. Tagesmin. (°C) | −1,6 | −0,2 | 4,9  | 11,1 | 16,2 | 20,7 | 23,1 | 20,5 | 15,4 | 9,1  | 4,6  | 0,7 | ⌀ | 10,4 |
|                       |      |      |      |      |      |      |      |      |      |      |      |     |   |      |
| Niederschlag (mm)     | 22   | 27   | 39   | 44   | 28   | 4    | 3    | 1    | 4    | 14   | 20   | 21  | Σ | 227  |
|                       |      |      |      |      |      |      |      |      |      |      |      |     |   |      |
| Sonnenstunden (h/d)   | 3,6  | 4,2  | 4,7  | 6,5  | 8,9  | 11,2 | 11,4 | 11,2 | 9,6  | 7,0  | 5,2  | 3,4 | ⌀ | 7,3  |
|                       |      |      |      |      |      |      |      |      |      |      |      |     |   |      |
| Regentage (d)         | 9    | 8    | 11   | 10   | 7    | 2    | 1    | 1    | 2    | 5    | 6    | 8   | Σ | 70   |
|                       |      |      |      |      |      |      |      |      |      |      |      |     |   |      |
| Luftfeuchtigkeit (%)  | 76   | 72   | 67   | 59   | 48   | 37   | 35   | 35   | 41   | 57   | 66   | 77  | ⌀ | 55,8 |

| −1,6 |

| −0,2 |

| 4,9 |

| 11,1 |

| 16,2 |

| 20,7 |

| 23,1 |

| 20,5 |

| 15,4 |

| 9,1 |

| 4,6 |

| 0,7 |

| −1,6 |

| −0,2 |

| 4,9 |

| 11,1 |

| 16,2 |

| 20,7 |

| 23,1 |

| 20,5 |

| 15,4 |

| 9,1 |

| 4,6 |

| 0,7 |

## Bevölkerung
| Jahr | Einwohnerzahl |
| ---- | ------------- |
| 1897 | 19.426        |
| 1908 | 39.867        |
| 1911 | 45.384        |
| 1950 | 149.000       |
| 1979 | 340.875       |
| 1989 | 438.532       |
| 2022 | 1.030.063     |

Die Bevölkerung der Stadt besteht mehrheitlich aus sunnitischen Moslems. Daneben gibt es auch eine christliche und eine früher sehr bedeutende Bahai-Minderheit.

## Geschichte

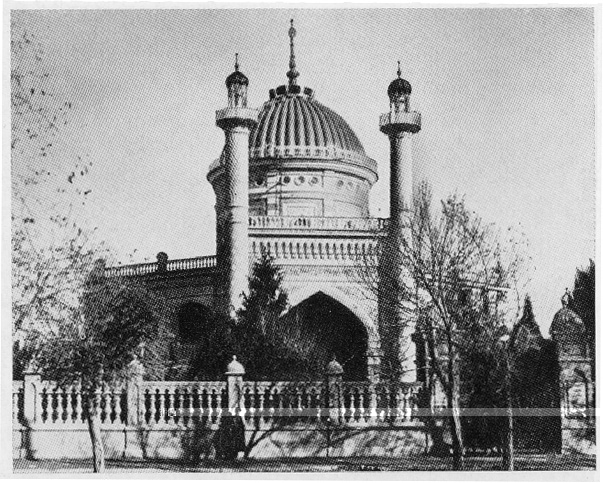
Ehemaliger Bahaitempel

Die Stadt Aşgabat entwickelte sich um einen russischen Militärstützpunkt, der 1881 am Kreuzungspunkt mehrerer Karawanenstraßen errichtet worden war. Nach dem Anschluss an die Transkaspische Eisenbahn, die ab 1885 Mittelasien mit dem Kaspischen Meer verband, breitete sich die Stadt kontinuierlich aus. Von 1919 bis 1927 trug sie den Namen Poltorazk.
1925 wurde Aşgabat Hauptstadt der Turkmenischen Sozialistischen Sowjetrepublik innerhalb der Sowjetunion. Bei einem schweren Erdbeben am 6. Oktober 1948 wurde die Stadt fast vollständig zerstört; über 100.000 Menschen kamen ums Leben. In der Folgezeit wurde Aşgabat wieder aufgebaut. 1962 erfolgte die Anbindung der Stadt an den Karakumkanal. Dieser Kanal, einer der längsten der Welt, wird aus dem etwa 600 Kilometer östlich verlaufenden Fluss Amudarja gespeist.
Schon im Jahre 1902 legte die mit der Stadt gewachsene Bahai-Gemeinde in Aşgabat den Grundstein für einen Bahaitempel. Zugleich war es der erste Bau der neuen Religion ohne Priesterschaft weltweit, weil in der Entstehungsregion Persien und Osmanisches Reich Anfeindungen dies nicht erlaubten. Total neun Eingänge bestimmen bis heute weltweit alle gleichnamigen Bauten. Sie dienen einem neuen Grad religiöser Kooperation, indem sie Zugang für Menschen aller religiöser Herkunft erlauben, die dort allen Heiligen Schriften der Menschheit in Andachten folgen können. 1908 fertiggestellt, wurde es bereits 1938 zwangsweise in eine Kunstgalerie umgewandelt und im Jahre 1963 abgerissen. 1950 wurde die heutige turkmenische Staatsuniversität in der Stadt gegründet.
Mit der Unabhängigkeit Turkmenistans von der Sowjetunion am 27. Oktober 1991 wurde Aşgabat die Hauptstadt des souveränen Staates. Seitdem erfuhr Aşgabat eine umfangreiche Neugestaltung; die Einwohnerzahl stieg außerdem auf knapp 800.000 an.

## Verkehr

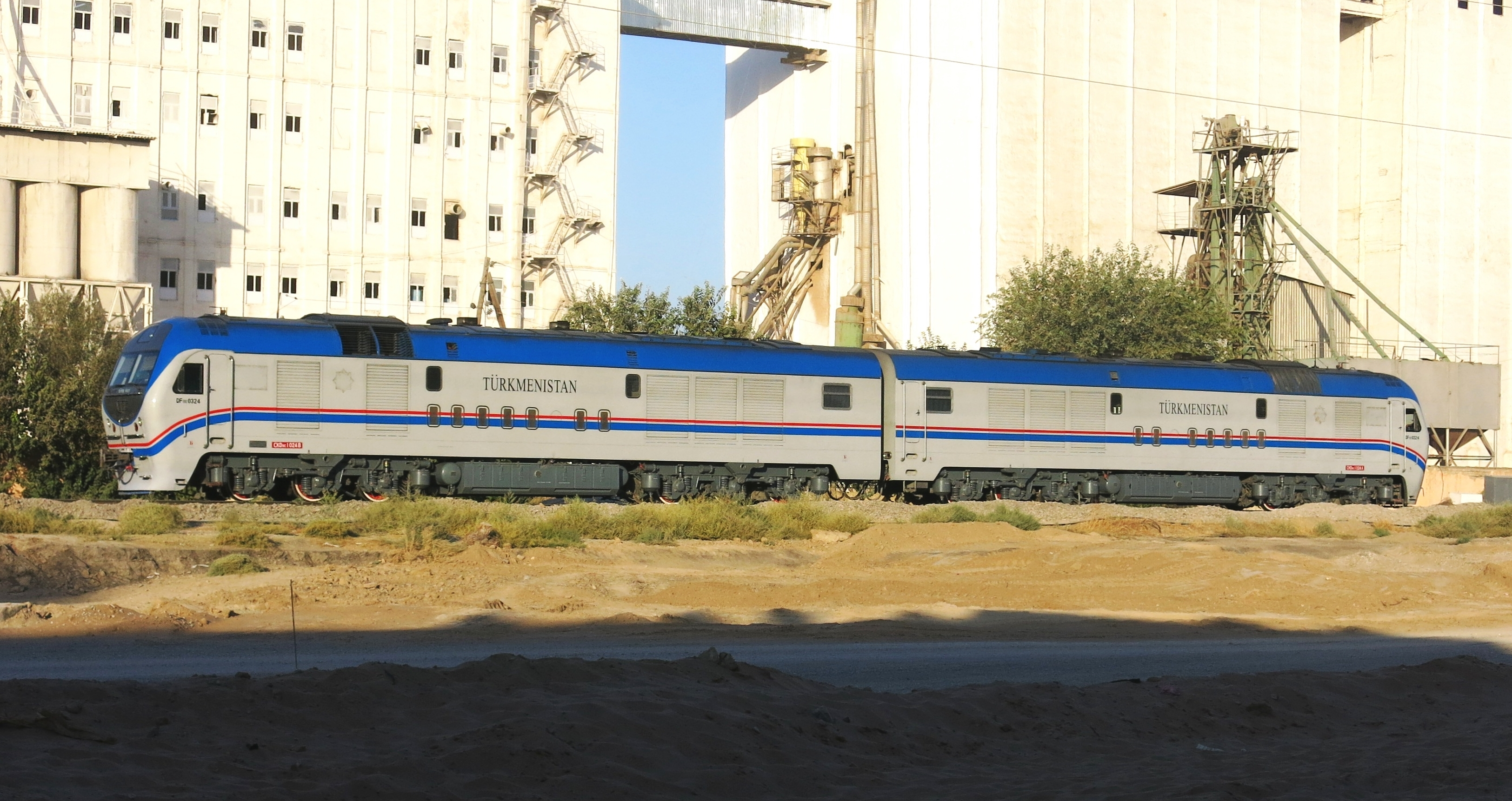
Lokomotive der Türkmenistanyň Demir ýol vor der Zementfabrik Aschgabat

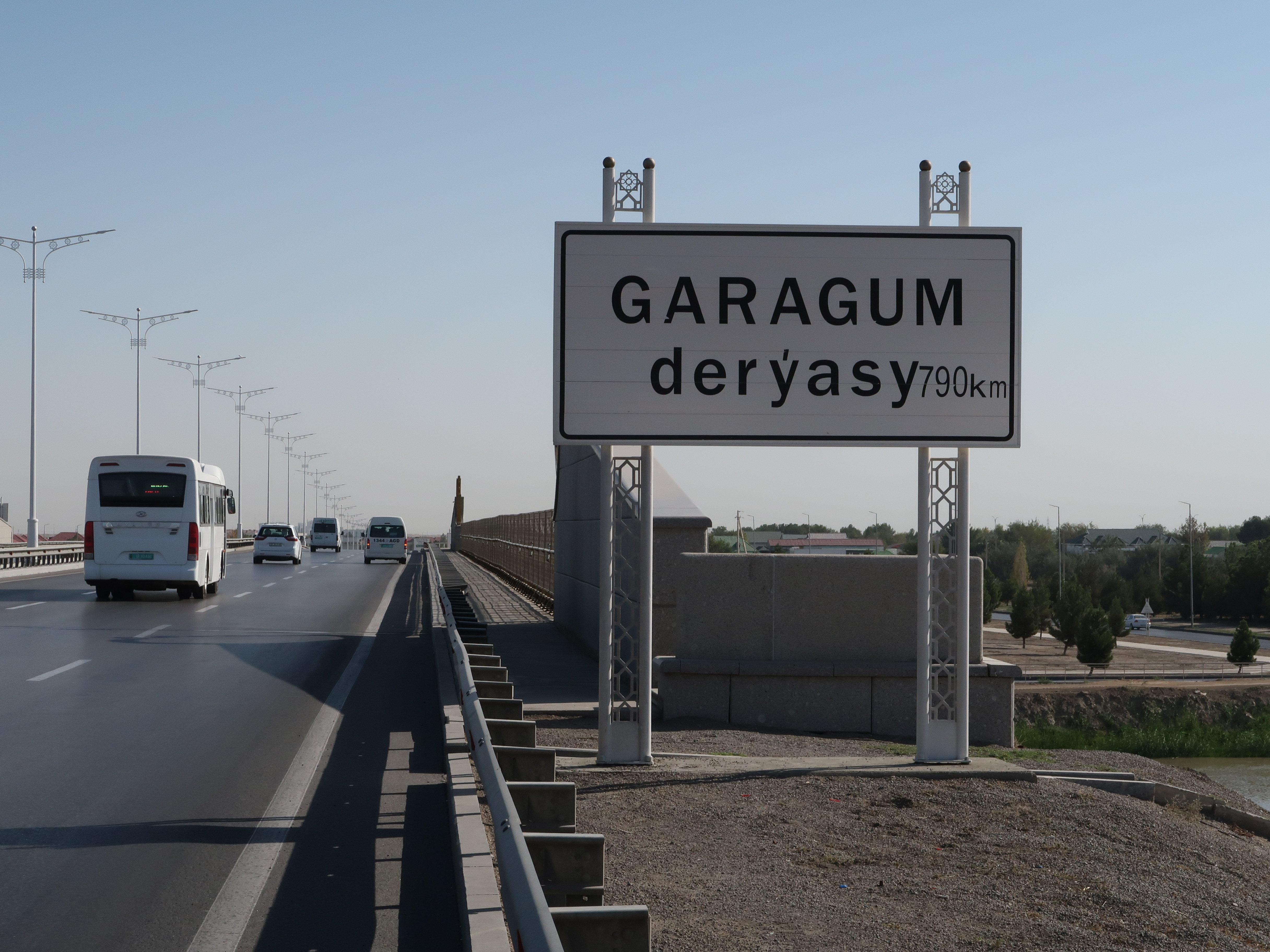
Straßenschild an der E003 im Norden von Aşgabat

Die Stadt liegt an der Transkaspischen Eisenbahn, die von Türkmenbaşy am Kaspischen Meer nach Taschkent in Usbekistan führt. Im Vorort Gypjak zweigt die Bahnstrecke Aşgabat–Daşoguz von der Hauptstrecke ab.
Als Straßenverbindungen führen die Fernstraße M 37 in westlicher Richtung nach Türkmenbaşy bzw. in östlicher über Mary nach Türkmenabat am Amudarja. In nördliche Richtung führt die Fernstraße E003 durch die Wüste nach Nukus in Karakalpakistan. Der nächste Grenzübergang zu Iran befindet sich 35 Kilometer südlich von Aşgabat auf dem über 1700 Meter hohen Straßenpass bei Bajgiran.
Seit 2006 verkehrt die Seilbahn Aşgabat aus der Stadt auf einen Berg des Kopet-Dag-Gebirges, ein touristisches Angebot.
Der Oberleitungsbus Aşgabat wurde 2011 eingestellt.
Seit 2017 verkehrt die Monorail Aşgabat auf einem 4,7 Kilometer langen Rundkurs im Olympischen Dorf, das etwa 8 Kilometer südlich des Stadtzentrums liegt, und verbindet die verschiedenen Veranstaltungsorte untereinander.
Der internationale Flughafen Aşgabat befindet sich etwa zehn Kilometer nordwestlich der Hauptstadt.

## Sport- und Kulturveranstaltungen
Im Aşgabat-Stadion finden regelmäßig Fußballspiele statt. Der heimische Verein FC Aşgabat spielt in der höchsten Liga des Landes, der Ýokary Liga. Im Hippodrom von Aşgabat werden jedes Jahr im April Festivitäten zur Feier des Tages des turkmenischen Pferdes durchgeführt, bei denen die besten Achal-Tekkiner gegeneinander antreten. 2017 waren die Asian Indoor & Martial Arts Games in Aşgabat.
Der traditionelle Tekke-Basar ist jeweils sonntags.

## Sehenswürdigkeiten

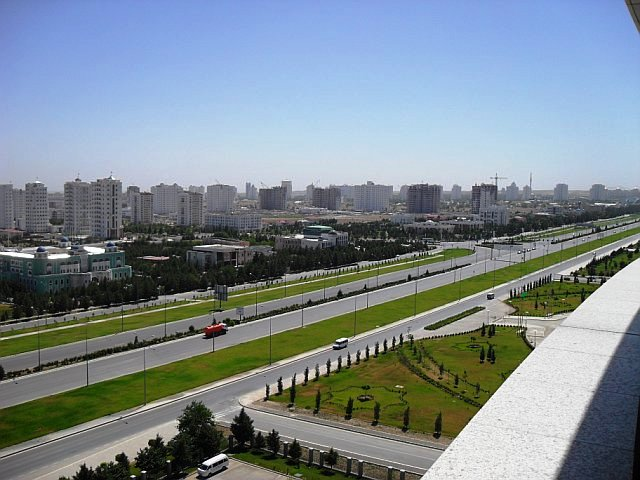
Schnellstraße in Aşgabat

Der überwiegende Teil älterer Bausubstanz wurde durch das Erdbeben von 1948 zerstört. Deshalb fehlen die für andere zentralasiatische Städte typischen orientalischen Altstadtviertel. Das Zentrum von Aşgabat wird von Bauten aus Stahlbeton und Glas geprägt, die weitestgehend erdbebensicher sind.
In den Jahren seit der Unabhängigkeit hat sich östlich des ehemals sowjetischen Stadtzentrums ein rasch wachsendes neues Zentrum gebildet. Es ist geprägt von monumentalen Großbauten, breiten Prachtstraßen und ausgedehnten Grünflächen und Parks. Entlang der rund sechs Kilometer langen Bitaraplykstraße reihen sich vom westlichen Zentrum bis zum Neutralitätsturm im Südwesten Hochhausbauten für Regierung, Hotels (siehe Ýyldyz), Büros und Luxuswohnungen. Auffällig ist die große Zahl reich modellierter Brunnen.
Sehenswert sind das Museum für Bildende Kunst, das Museum für Landeskunde und das Historische Museum. Aus der Sowjetperiode stammt eine Lenin-Statue, die auf einem Sockel aus Teppichmustern steht. Im Stil des turkmenischen sozialistischen Klassizismus errichtet sind das Mollanepes-Theater an der Magtymguly-Straße, das alte Regierungsgebäude an der Bitarap-Türkmenistan-Straße und der alte Präsidentenpalast an der Kösk-Straße.
Der Botanische Garten ist die bedeutendste der vielen Grünanlagen, mit einer Sammlung einheimischer und exotischer Gewächse. Weitere bedeutende Parks sind die Anlage um den Unabhängigkeitsturm und der Park zum Andenken an zehn Jahre Unabhängigkeit (10 Yil Garaşsyzlyk). Die Ertuğrul-Gazi-Moschee wurde 1998 errichtet. Das Olympiastadion aus dem Jahr 2003 fasst 30.000 Zuschauer.
Aşgabat ist ein Zentrum des turkmenischen Kunsthandwerks, besonders für handgewebte Teppiche. Zu sehen sind diese insbesondere im Turkmenischen Teppichmuseum.
Teile des Stadtbildes sind vom Personenkult des ehemaligen Staatschefs Saparmyrat Nyýazow geprägt. Der 95 Meter hohe Neutralitätsbogen, der 2010 vom Zentrum der Stadt an den südwestlichen Stadtrand verlegt worden ist, ist von einer vergoldeten Statue des Diktators gekrönt. Die größte Parkanlage der Stadt und ein beliebtes Ausflugsziel ist der Unabhängigkeitspark. In diesem Park befindet sich auch das Ruhnama-Monument. Dieses würdigt die Ruhnama, ein Buch Nyyazows, das als Pflichtlektüre für das Volk galt. Zudem erinnert das Unabhängigkeitsdenkmal auf opulente Weise an die Unabhängigkeit Turkmenistans am 27. Oktober 1991. Auch der ehemalige turkmenische Präsident, Gurbanguly Berdimuhamedow, hinterließ seine Spuren im Stadtbild, unter anderem durch das mehr als 20 Meter hohe Berdimuhamedow-Monument im Stadtzentrum. Im Jahr 2011 wurde der 211 Meter hohe Fernsehturm Türkmenistan teleradio merkezi eröffnet. Im selben Jahr wurden auch der Oguzkhan-Präsidentenpalast, der als neuer Amtssitz des turkmenischen Präsidenten dient, und, anlässlich des 20. Jahrestages der Einführung der turkmenischen Verfassung, das Verfassungsdenkmal, fertiggestellt.
Der Halk-Hakydasy-Gedenkkomplex besteht seit 2014. Mit dem Fahrrad-Monument wurde anlässlich des Weltfahrradtags am 3. Juni 2020 ein weiteres großes Monument in der turkmenischen Hauptstadt eröffnet.

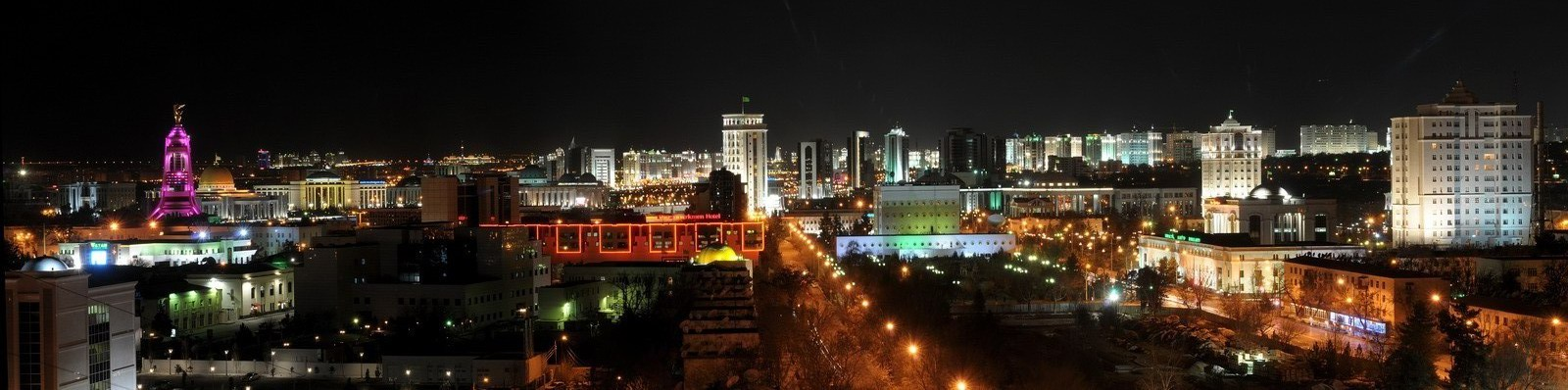
Panorama von Aşgabat

## Söhne und Töchter der Stadt
- Grigori Agabekow (1896–um 1937), sowjetischer GPU-Agent in der Türkei
- Sergei Balassanjan (1902–1982), sowjetischer Komponist
- Dmitri Schepilow (1905–1995), sowjetischer Politiker und Außenminister
- Galina Schatalowa (1916–2011), russische Neurochirurgin und Ernährungswissenschaftlerin
- Marat Nyýazow (1933–2009), sowjetisch-turkmenischer Sportschütze
- Awdy Kulyýew (1936–2007), turkmenischer Politiker
- Svetlana Myartseva (* 1937), russische, turkmenische und mexikanische Entomologin und Hochschullehrerin
- Gennadi Lebedew (1940–2014), sowjetischer Radrennfahrer
- Saparmyrat Nyýazow (1940–2006), Staats- und Regierungschef Turkmenistans
- Aksoltan Ataýewa (* 1944), Politikerin und Diplomatin
- Leila Abukowa (* 1951), sowjetische bzw. russische Erdölgeologin
- Gurban Berdiýew (* 1952), turkmenisch-russischer Fußballtrainer
- Boris Kramarenko (* 1955), sowjetischer Ringer
- Batyr Berdiýew (* 1960), Politiker
- Witaliý Kafanow (* 1960), turkmenisch-kasachischer Fußballspieler und -trainer
- Raşit Meredow (* 1960), Politiker
- Iraida Jussupowa (* 1962), sowjetische bzw. russische Komponistin und Filmregisseurin
- Igor Wiktorowitsch Makarow  (* 1962), russischer Geschäftsmann und Milliardär sowie ehemaliger Radsportler
- Alexander Watlin (* 1962), russischer Historiker und Universitätsprofessor
- Larissa Kossizyna (* 1963), Hochspringerin
- Inha Babakowa (* 1967), ukrainische Hochspringerin
- Gurbannazar Aşyrow (* 1974), Politiker und Vizepremier
- Rolan Gussew (* 1977), russischer Fußballspieler
- Danil Burkenja (* 1978), russischer Dreispringer
- Aliasker Başirow (* 1979), Boxer
- Wladimir Baýramow (* 1980), Fußballspieler
- Nazar Begliýew (* 1980), Mittelstreckenläufer
- Serdar Berdimuhamedow (* 1981), Politiker und Präsident Turkmenistans
- Swetlana Pessowa (* 1981), Leichtathletin
- Berdi Şamyradow (* 1982), Fußballspieler
- Walentina Meredowa (* 1984), Leichtathletin
- Elnur Hüseynov (* 1987), aserbaidschanischer Sänger
- Dünýägözel Gulmanowa (* 1989), Politikerin
- Ruslan Mingazow (* 1991), Fußballspieler
- Maýsa Rejepowa (* 1993), Sprinterin
- Kristina Şermetowa (* 1993), Gewichtheberin
- Merdan Ataýew (* 1995), Schwimmer
- Polina Gurýewa (* 1999), Gewichtheberin
- Darýa Semýonowa (* 2002), Schwimmerin

## Partnerstädte
- Albuquerque (New Mexico), USA
- Ankara, Türkei
- Kiew, Ukraine